# Thomas Cavalier-Smith
Thomas Cavalier-Smith (Londres, 21 de octubre de 1942-19 de marzo de 2021) fue un biólogo evolutivo, protozoólogo y taxónomo anglocanadiense, profesor titular de Biología Evolutiva del departamento de Zoología de la Universidad de Oxford y Presidente de la British Society for Protist Biology. Fue considerado el principal protozoólogo del mundo y ha sido responsable de una mejor comprensión del tronco del árbol de la vida, que es la filogenia profunda. Estableció más nuevas clases y filos que cualquier biólogo en la historia.
Le otorgaron el Premio Internacional de Biología de la Sociedad Japonesa para la Promoción de la Ciencia (10 millones de yenes) en 2004, la Medalla Lineana de Zoología 2007 y también ese año el Premio Frink.

## Biografía
Cavalier-Smith nació en Londres en 1942. Sus padres fueron Alan Hailes Spencer y Mary Maude Cavalier-Smith. Fue educado en las escuelas y universidades Norwich School, Gonville and Caius College, Cambridge (MA) y King's College London (PhD). Estuvo bajo la supervisión del biólogo Sir John Randall para su tesis doctoral entre 1964 y 1967; su tesis se tituló "Desarrollo de orgánulos en Chlamydomonas reinhardii".
De 1967 a 1969, fue investigador invitado a la Universidad Rockefeller. Se convirtió en profesor de biofísica en el King's College de Londres en 1969. Fue ascendido a lector en 1982. En 1989 fue nombrado profesor de botánica en la Universidad de Columbia Británica. En 1999, se unió a la Universidad de Oxford, convirtiéndose en profesor de biología evolutiva en 2000 de dicha universidad, hasta 2021.
Su esposa fue la investigadora oriental Ema E-Yung Chao y compañera de investigación con quien racionalizó el estudio comparativo de los protistas y combinaron la microscopía óptica y electrónica con el análisis genético para construir una nueva sistemática para los eucariotas y buscar una taxonomía unificada para toda la vida.
Falleció el 19 de marzo de 2021. Debido a ello en un artículo de Nature se escribió:

El tiempo con Tom fue precioso, pero se lo dio con generosidad. Los debates en las conferencias fueron robustos, pero su atención e interacción con todos fueron ilimitadas. Él interrogó a estudiantes de posgrado y profesores eminentes por igual, ofreció consejos e irradió entusiasmo. Las supervisiones solían durar seis horas: la discusión se extendía por toda la biología. Es posible que no todos estuviéramos de acuerdo con Tom todo el tiempo, muchos de nosotros debatimos con él una y otra vez, pero en cada momento él estaba allí, brindando ideas, hipótesis enmarcadas con precisión para probar, síntesis para absorber y datos para digerir. Su huella en el campo es imborrable. La biología evolutiva lo extrañará mucho.

## Obra
Crítico con las clasificaciones clásicas de los seres vivos, ha realizado numerosas publicaciones sobre la clasificación filogenética y origen evolutivo de los seres vivos, especialmente de todos aquellos que no podemos ver a simple vista, como protistas y bacterias. Para esto se basó en el entendimiento de las principales transiciones evolutivas como el origen de los eucariotas, evolución molecular, biología celular, ultraestructura, ecología, taxonomía, registro fósil, gustó de atacar las ideas que considera equivocadas, su laboratorio se enfocó en la evolución y la biogeografía de protozoos, en especial ameboides y flagelados de vida libre usando el cultivo celular, secuenciación de ADN (genes y genomas), bioinformática y microscopía de luz y electrónica. Sus intereses teóricos han sido mucho más amplios, yendo desde la diversificación de los principales grupos procariotas hasta los grupos eucariotas.
Uno de sus trabajos más importantes es la teoría de los seis reinos, dividiendo en 1981 a Protista en 2 nuevos reinos: Chromista y Protozoa, cambiando la clasificación de Margulis grosso modo. Propone a Protozoa como un reino basal del que se originaron los demás reinos eucariotas superiores, dos heterótrofos: Animalia y Fungi, y dos autótrofos: Plantae y Chromista, este último aún en debate y que corresponde a algas con clorofila c y organismos emparentados no fotosintéticos. Divide a Protozoa en los supergrupos: Alveolata, Rhizaria, Excavata, Amoebozoa y Choanozoa, considerando a Chromista y Alveolata con un ancestro común: Chromalveolata, teoría que han apoyado luego estudios moleculares y morfológicos. Ha tratado en sus publicaciones, temas como la endosimbiosis, el origen de los orgánulos celulares o el tamaño del genoma.
Otro estudio importante se refiere al desarrollo evolutivo de los procariontes, a los cuales agrupa en un único reino: Bacteria, el cual tiene un subreino basal o ancestral: Negibacteria, de las bacterias gram-negativas, las cuales divergieron por pérdida de la membrana externa en unibacteria (gram-positivas) y estas a su vez en el clado Neomura, que finalmente dará origen a dos clados hermanos: Archaea y Eukaryota, los cuales son mucho menos antiguos que las primeras bacterias. Sin embargo en otro estudio de Cavalier-Smith 2020 que revisó esta hipótesis, se encontró que Eukaryota estaba anidado dentro de Archaea como habían sugerido otros estudios y que el ancestro de Neomura fue una planctobacteria y no una bacteria gram-positiva como se propuso anteriormente. Además se encontró que las bacterias gram-positivas no constituyen un clado y que su grupo taxonómico debería abandonarse.
Sus estudios han sido objeto de controversias, sin embargo en su mayor parte han sido aceptados gradualmente por la comunidad científica. Formó parte del equipo que elabora la taxonomía del Sistema del Catálogo de la Vida, sistema donde se admiten determinados grupos parafiléticos.